# Cavaria con Premezzo
Cavaria con Premezzo est une commune italienne de la province de Varèse dans la région Lombardie en Italie.

## Toponyme
Sa provenance est incertaine, mais pourrait être composée de ca et Varia ou dériver du latin Cavus: Câble. Premezzo pourrait renvoyer au latin primitiæ: (fruits) primeurs.

## Administration
| Période                                  | Période  | Identité           | Étiquette | Qualité |
| ---------------------------------------- | -------- | ------------------ | --------- | ------- |
| 8/6/2009                                 | En cours | Alberto Tovaglieri |           |         |
| Les données manquantes sont à compléter. |          |                    |           |         |

### Hameaux
Cavaria, Premezzo, C.na Motta, Fornace, C.na Cantalupo

### Communes limitrophes
|         | Jerago con Orago     | Oggiona con Santo Stefano |
| Besnate | Cavaria con Premezzo |                           |
|         | Gallarate            | Cassano Magnago           |

## Sport
- Championnats du monde de cyclo-cross 1965